# Charapozelia fulviventris
Charapozelia fulviventris är en tvåvingeart som beskrevs av Townsend 1927. Charapozelia fulviventris ingår i släktet Charapozelia och familjen parasitflugor.
Artens utbredningsområde är Peru. Inga underarter finns listade i Catalogue of Life.